# Tom O'Carroll
Thomas Victor O'Carroll (n. 1945) és un escriptor i activista pedòfil de doble nacionalitat irlandesa i britànica.
Les crítiques sobre Paedophilia: The Radical Case publicades en els periòdics i revistes i van anar del desdeny fins al suport a l'autor i les tesis que propugnava. El sexòleg Richard Green va incloure el llibre d'O'Carroll entre les seves lectures recomanades per als estudiants de criminologia de la Universitat de Cambridge i l'any 2000 va convidar l'autor a parlar en l'assemblea anual a París de l'Academy of Sex Researche.
Posteriorment, O'Carroll va ser detingut sota la sospita de conspirar per distribuir «fotografies indecents» de nens després d'oferir a un agent encobert de la policia de Londres una partida de pornografia infantil que havia obtingut d'un codemandat seu. Va ser jutjat l'1 de juny de 2006 sota càrrecs de pornografia infantil. Al setembre de 2006 va admetre dos càrrecs de distribució de "fotografies indecents" de nens. El 20 de desembre de 2006 va ingressar en presó per complir una pena de dos anys i mig.